# Томмі Бенкс
Томмі Бенкс (англ. Tommy Banks, нар. 10 листопада 1929, Фарнворт — 13 червня 2024) — англійський футболіст, що грав на позиції лівого захисника.
Виступав, зокрема, за клуб «Болтон Вондерерз», з яким став володарем Кубка та Суперкубка Англії, а також національну збірну Англії, у складі якої був учасником чемпіонату світу 1958 року.

## Клубна кар'єра
У молодості Бенкс грав за невелику командою «Partridges» і одночасно працював у сусідній вугільній шахті перед тим, як у жовтні 1947 року підписати свій перший контракт з «Болтон Вондерерз». Новачок дебютував за цю команду у грі Першого дивізіону на позиції лівого захисника 24 квітня 1948 року у передостанньому турі чемпіонату проти «Вулвергемптон Вондерерз» (0:1). Однак триваоий час основним гравцем не був і в наступні п'ять років зіграв лише у одинадцяти матчах чемпіонату. Його брат Ральф, який був майже на десять років старшим, був одним із конкурентів, якого Томмі не зміг витіснити в цей період.
З сезону 1953/54 кар'єра Томмі Бенкса розквітла і він нарешті став основним лівим захисником «мандрівників». 1958 рік став одним з найкращих для Бенкса. У лютому під час авіакатастрофи в Мюнхені загинула більша частина гравців «Манчестер Юнайтед», завдяки чому через три місяці «Болтон» виграв фінал кубка Англії у сильно знекровленого «Юнайтед», до того ж основний лівий захисник збірної Роджер Берн теж загинув у тій авіакатастрофі, завдяки чому Бенкс отримав шанс потрапити до збірної.
Бенкс виступав за «Болтон» до 1961 року, коли 11 лютого 1961 року тренер Білл Ріддінг випустив його на матч проти «Блекберн Роверз» (0:0), який став останнім для Томмі за клуб. Надалі його на позиції замінив молодий Сід Феррімонд.
На початку сезону 1961/62 року Бенкс перейшов у аматорський «Олтрінхем» у Чеширській лізі, а пізніше виступав за «Бангор Сіті» з Уельсу, з яким дійшов до фіналу Кубка Уельсу 1964, в якому програв «Кардіфф Сіті».

## Виступи за збірну
18 травня 1958 року дебютував в офіційних іграх у складі національної збірної Англії в товариському матчі з СРСР (1:1).
Влітку того ж року як основний гравець поїхав на чемпіонат світу 1958 року у Швеції, де зіграв в всіх трьох матчах групового етапу, а також в матчі-переграванні проти СРСР, який англійці програли 0:1 і не вийшли з групи.
Востаннє за збірну зіграв 4 жовтня 1958 року в матчі домашнього чемпіонату Великої Британії проти Північної Ірландії (3:3). Загалом протягом кар'єри у національній команді провів у її формі 4 матчі. Цікаво, що половину з цих матчів він провів проти однієї збірної — СРСР.

## Статистика виступів

### Статистика виступів за збірну
| Дата      | Місто    | Господарі         | Результат | Гості   | Турнір                              | Голи | Примітки |
| --------- | -------- | ----------------- | --------- | ------- | ----------------------------------- | ---- | -------- |
| 18-8-1958 | Москва   | СРСР              | 1 – 1     | Англія  | товариський матч                    | -    |          |
| 8-6-1958  | Гетеборг | СРСР              | 2 – 2     | Англія  | ЧС 1958 - 1-й етап                  | -    |          |
| 11-6-1958 | Гетеборг | Бразилія          | 0 – 0     | Англія  | ЧС 1958 - 1-й етап                  | -    |          |
| 15-6-1958 | Бурос    | Англія            | 2 – 2     | Австрія | ЧС 1958 - 1-й етап                  | -    |          |
| 17-6-1958 | Гетеборг | СРСР              | 1 – 0     | Англія  | ЧС 1958 - перегравання              | -    |          |
| 4-10-1958 | Белфаст  | Північна Ірландія | 3 – 3     | Англія  | Домашній чемпіонат Великої Британії | -    |          |
| Усього    |          | Матчів            | 6         |         | Голів                               | 0    |          |

## Титули і досягнення
- Володар Кубка Англії (1):

«Болтон Вондерерз»: 1957–58
- Володар Суперкубка Англії (1):

«Болтон Вондерерз»: 1958